# Bagnold Point
Bagnold Point är en udde i Antarktis. Den ligger i Västantarktis. Argentina, Chile och Storbritannien gör anspråk på området.
Terrängen inåt land är huvudsakligen kuperad, men åt sydväst är den bergig. Havet är nära Bagnold Point åt nordost. Trakten är obefolkad. Det finns inga samhällen i närheten. 